# Slow Grenade
«Slow Grenade» ― песня британской певицы Элли Голдинг с участием американского певца Lauv, выпущенная в качестве третьего сингла с четвёртого студийного альбома Голдинг Brightest Blue на лейбле Polydor Records 30 июня 2020 года.

## Выпуск
Голдинг анонсировала песню в социальных сетях 29 июня. Она была выпущена 30 июня, а 3 июля было выпущено лирическое видео.

## Чарты
| Чарт(2020)                         | Высшая позиция |
| ---------------------------------- | -------------- |
| New Zealand Hot Singles (RMNZ)     | 12             |
| Португалия (AFP)                   | 82             |
| США (Billboard Digital Song Sales) | 31             |